# Internationales Werner-Seelenbinder-Gedenkturnier 1978
Das Internationale Werner-Seelenbinder-Gedenkturnier 1978 fand vom bis zum 22.–24. September 1978 in Gera statt. Es war die sechste Auflage dieser internationalen Meisterschaften der DDR im Badminton. Gera war zum ersten und einzigen Mal Austragungsort der Titelkämpfe. Sportler aus fünf Ländern (DDR, UdSSR, ČSSR, Polen und Bulgarien) waren am Start. Die Einzel- und Mixedwettbewerbe wurden im Raster zu je 32 Startern, die Doppelwettbewerbe im Raster zu je 16 Startern ausgespielt.

## Medaillengewinner
| Disziplin    | Gold                                                                           | Silber                                                                        | Bronze                                      |
| ------------ | ------------------------------------------------------------------------------ | ----------------------------------------------------------------------------- | ------------------------------------------- |
| Herreneinzel | Edgar Michalowski (Einheit Greifswald)                                         | Michal Malý (ČSSR)                                                            | Karel Lakomý (ČSSR)                         |
| Herreneinzel | Edgar Michalowski (Einheit Greifswald)                                         | Michal Malý (ČSSR)                                                            | Ladislav Šrámek (ČSSR)                      |
| Dameneinzel  | Monika Cassens (HSG Lok HfV Dresden)                                           | Angela Michalowski (Einheit Greifswald)                                       | Ilona Michalowsky (Einheit Greifswald)      |
| Dameneinzel  | Monika Cassens (HSG Lok HfV Dresden)                                           | Angela Michalowski (Einheit Greifswald)                                       | Larissa Beljutina (UdSSR)                   |
| Herrendoppel | Michal Malý / Karel Lakomý (ČSSR)                                              | Edgar Michalowski / Erfried Michalowsky (Einheit Greifswald)                  | Ladislav Šrámek / Miroslav Šrámek (ČSSR)    |
| Herrendoppel | Michal Malý / Karel Lakomý (ČSSR)                                              | Edgar Michalowski / Erfried Michalowsky (Einheit Greifswald)                  | Vyacheslav Shukin / Alexander Gutko (UdSSR) |
| Damendoppel  | Monika Cassens / Angela Michalowski (HSG Lok HfV Dresden / Einheit Greifswald) | Taťána Šrámková / Jiřína Hubertová (ČSSR)                                     | Olga Kowaljowa / Tatjana Borodulina (UdSSR) |
| Damendoppel  | Monika Cassens / Angela Michalowski (HSG Lok HfV Dresden / Einheit Greifswald) | Taťána Šrámková / Jiřína Hubertová (ČSSR)                                     | Vera Ramilzeva / Larissa Belutina (UdSSR)   |
| Mixed        | Erfried Michalowsky / Angela Michalowski (Einheit Greifswald)                  | Edgar Michalowski / Monika Cassens (Einheit Greifswald / HSG Lok HfV Dresden) | Alexander Gutko / Vera Ramilzeva (UdSSR)    |
| Mixed        | Erfried Michalowsky / Angela Michalowski (Einheit Greifswald)                  | Edgar Michalowski / Monika Cassens (Einheit Greifswald / HSG Lok HfV Dresden) | Michal Malý / Zuzana Valečková (ČSSR)       |